# Huka-Kapo-Gletscher
Der Huka-Kapo-Gletscher ist ein Gletscher im ostantarktischen Viktorialand. Er fließt vom Plateau der Willett Range südlich des Edbrooke Hill in östlicher Richtung und endet auf halbem Weg entlang der Südflanke der Apocalypse Peaks.
Das New Zealand Geographic Board benannte ihn 2005 nach dem aus dem Māori stammenden Begriff Huka Kapo, der so viel bedeutet wie Treibender Hagel.